# 池上彰の新聞ななめ読み
池上彰の新聞ななめ読み（いけがみあきらのしんぶんななめよみ）は、池上彰が朝日新聞で連載していたコラム。

## 概要
2007年4月から連載を開始し、2010年3月までは毎週月曜の夕刊で週1回、同年4月からは毎月最終金曜日の朝刊で月1回掲載されていた。
あるひとつの事件に対する記事を取り上げ、時系列的に追ったり、朝日新聞をはじめとする全国紙各紙の記事を対比したりして、論評する連載である。連載にあたっては、編集部から「何を書いても自由、朝日新聞の記事の批判も歓迎する」と言われたという。
後述の連載中止騒動で、2014年8月から2015年1月までは掲載が見送られていた。
2021年3月26日掲載分をもって連載終了。終了にあたって池上自身がトラブルを否定したうえで、自身が70歳を越え仕事を整理する目的で自ら希望したとした。

## 連載中止問題

### 経緯
池上が2014年8月29日掲載予定の原稿で、朝日新聞による従軍慰安婦報道の検証を不充分だと批判的に取り上げたところ、8月28日に朝日新聞から掲載を拒否する連絡があった。これに対して、池上は朝日新聞との信頼関係が崩れたとして、連載中止を申し入れた。
朝日新聞は9月4日付朝刊で池上のコラムを掲載するとともに、9月6日付け朝刊で読者へのお詫びの記事を掲載した
池上は、連載を再開するか否かは、今後の検証を見なければ判断できないとし、最終金曜日である9月26日朝刊ではコラムを休載した。朝日新聞側は同日の朝刊で、池上は連載を継続するか検討中でまだ結論が出ていないと説明した。
翌2015年1月5日、池上より連載を続ける意思が示され、同月30日より連載が再開されることが発表された。
後に池上は、最終回となった2021年3月26日の記事において、「『掲載するしないは新聞社の編集権の問題ですから、私は何も言いませんが、信頼関係が崩れた以上、コラムの執筆はやめさせていただきます』と申し入れました」とし、「私は誰にも口外しなかったのですが、「週刊新潮」と「週刊文春」の知るところとなって報道されました。私のコラムの掲載が認められなかったことを知った朝日新聞社内部の誰かが週刊誌に伝えたのでしょう。」と自身は騒動に関わっていないとした。

### 影響
この問題が報道されると、朝日新聞の記者からも、自社の対応を批判するツイッターへの実名投稿が相次いだ。楊井人文によれば、この件で自紙の対応を批判した朝日新聞の記者は30人以上に及ぶ。2015年11月23日の新潟日報報道部長ツイッター中傷投稿事件で新潟日報の一戸信哉は、本連載中止事件で池上のコラムが不掲載となった際に朝日新聞の記者たちが記者アカウントで自社を批判するなどして新聞社と記者との間に緊張関係があったことにより絶妙なバランスが維持されていたが、新潟日報にはなかったために記者による問題投稿がなされたとして、この事件時における朝日新聞の制度のあり方を高く評価している。池上も後年、記者たちに言論の自由を許している朝日の社風に感銘を受け、励まされたと述懐している。
この事件は、朝日新聞の購読者数が減るきっかけになった。一方、これに便乗して朝日たたきに走ったライバル紙もあり、中には朝日新聞を批判するチラシを作って自社の購読を薦める新聞社もあったという。
朝日新聞はこの事件を契機に、日本の新聞で初めてパブリックエディター制度を導入した。池上はこれを評価し、連載再開を決めた。
池上は2021年の連載最終回で、この事件後の朝日新聞は「なんだか“お行儀”がよくなり過ぎた」と書いている。特ダネが週刊文春などに抜かれるようになったのも、紙面への批判を気にしすぎるようになったため読者の信頼を得られなくなったからではとしている。

## 関連
- 池上彰 『池上彰の新聞活用術』 ダイヤモンド社、2010年10月
本連載のコラムをまとめた単行本で、各コラム毎に「池上チェック!」として新たなコメントが付されている。